# Милослав Стингъл
Милослав Стингъл (на чешки: Miloslav Stingl) е чешки пътешественик, фотограф, етнограф, журналист, поет и писател на произведения в жанра пътепис, мемоари и исторически роман.

## Биография и творчество
Милослав Стингъл е роден на 19 декември 1930 г. в Билина, Чехия, в миньорско семейство. Семейството се мести често и той завършва гимназия в Карлови Вари. През 1954 г. завършва международно право в Юридическия факултет на Пражкия университет. След дипломирането си работи като инспектор по образованието в Регионалния културен център. Следва етнография и фолклористика във Философския факултет на Карловия университет. През 1967 г. получава докторска степен по философия. Работи като асистент към Педагогическия институт в Калови Вари и като специалист в отдела за развиващите се страни към Пражкия институт по етнография и фолклористика.
По време на етнографските си проучвания прави няколко интензивни изследователски експедиции в районите на местните жители на Америка, Океания и Полинезия. Посетил е над 150 страни по света и има 40 околосветски пътешествия. От 1972 г. се посвещава на писателската си кариера.
Първата му книга, „Hvězdy a lidé“, е публикувана през 1965 г.
В книгите си описва историята, живота и бита на народите от различни страни, на първо място на коренните жители на Америка и Океания (полинезийци, микронезийци и меланезийци), както и на ескимосите и австралийските аборигени. Има книги за историята на Прага и на Чехия.
Произведенията на писателя са издадени на над 30 езика и в над 17 милиона екземпляра по света.
Участва в многобройни радио и телевизионни програми. Бил е председател на редакционния съвет на месечното списание „Латинска Америка“, което основава с приятели през 1965 г., и заместник-председател Чехословашкото дружество на приятелите на Латинска Америка. Член е на Съюза на чешките писатели. Почетен вожд е на племето Кикапу.
Милослав Стингъл умира на 11 май 2020 г. в Прага.

## Произведения
- Hvězdy a lidé (1962)
- Angatar, tvůj kamarád z Grónska (1965)
- Indiáni bez tomahavků (1966)
Индианци без томахавки, изд.: ОФ, София (1985), прев. Ирина Херакова, Румяна Кокаличева
- Indiáni na válečné stezce (1969)
Индианци на бойната пътека, изд.: ОФ, София (1983), прев. Любомир Кючуков
- Indiánský běžec (1969)
Индианският бегач, изд.: Медицина и физкултура, София (1976), прев. Маргарита Цанова
- Za poklady mayských měst (1969)
- Ostrovy lidojedů (1970)
- Indiáni, černoši a vousáči (1970)
- Poklady piráta Morgana (1971)
- Ukradený totem (1972)
- Poslední ráj (1974)
- Tajemství indiánských pyramid (1974)
- Neznámou Mikronésií (1976)
Непознатата Микронезия, изд.: ИК „Георги Бакалов“, Варна (1980), прев. Мариана Лозкова 
Загадката, наречена Нан-Матал: Из Непознатата Микронезия, изд. „Офир“, София (2001), прев. Владимир Зарков
- Siouxové bojují dál (1976)
- Uctívači hvězd (1980)
Инките: Поклонници на звездите, изд.: Наука и изкуство, София (1982), прев. Маргарита Цанова
- Očarovaná Havaj (1981)
- Indiáni včera (1982)
- Synové Slunce (1985)
Синовете на слънцето: Слава и упадък на най-великата индианска империя, изд.: Наука и изкуство, София (1989), прев. Радка Миланова
- Války rudého muže (1986)
- Smrt v ráji (1988)
- Černí bohové Ameriky (1992)
- Vládcové jižních moří (1996)
- Gri-gri aneb Přiznaný půvab a zastřená tajemství Seychelských ostrovů (1999) – с
- Kámen a sen (1999)
- Poslední svobodný Indián (2001)
- Poslední z velkých indiánských bojovníků (2001)
- Indiáni zlatého Slunce (2003)
- Indiáni stříbrné Luny (2003)
- Vládcové ráje (2005)
- Sex v pěti dílech světa (2006)
- Havaj je nejlepší (2006)
- 2012: Mayové, jejich civilizace a zánik světa (2010)
- Ostrovy krásy, lásky a lidojedů-díl první (2011)
- Vudu, zombie, karnevaly (2015)